# Авангард (стадіон, Луцьк)
«Аванга́рд» — стадіон у місті Луцьку, збудований в 1933 році.

## Історія
Стадіон у місті Луцьку був збудований 1933 року. Ідея спорудження у Волинському воєводстві сучасної арени виникла ще 1931 року. Координував будівництво воєвода Генрик Юзевський. 24 вересня 1933 року стадіон ім. Юзефа Пілсудського відкрився. Центральною подією церемонії відкриття став товариський футбольний матч між луцьким ФК PKS Łuck та командою «Варшав'янка» (Варшава), у якому місцеві футболісти виграли — 1:0.
На проєкт надали 300 тисяч злотих. У реалізації ініціативи брала участь велика кількість державних структур Другої Речі Посполитої, а також місцевих організацій. Волинські залізничники для створення об'єкта транспортували 30 вагонів шлаку. Згодом у Луцьку з'явився фактично великий спортивний комплекс, у якому були розташовані  футбольне поле (110 x 70), а навколо нього бігові доріжки у 400 метрів. На центральній трибуні розміщувалися 400 глядачів, а загальна місткість арени складала 6 тисяч осіб. Стадіонний комплекс включав адміністративну споруду, трибуни для глядачів, футбольне поле, до якого вів підземний тунель, тир для кульової стрільби, майданчики для ігрових видів спорту, гімнастичні сектори та сквер.
Після війни стадіон було відновлено та реконструйовано трибуни. Назва стадіону у 1945—60 роках — Луцький міський стадіон.
У 1960 році було зведено кам’яні трибуни на 15 000 глядачів, адміністративний корпус та встановлено дерев’яне табло. Стадіон було перейменовано на «Авангард». У 1962 році було проведено реконструкцію адміністративного приміщення. Згодом стадіон передано Луцькому автозаводу.
Протягом серпня 1980 — квітня 1981 років стадіон було реконструйовано: встановлено електричне табло та прожекторні вежі. Зимою 1993 року — встановлено електричний підігрів поля та замінено освітлювальні прожектори на більш потужні.
Під час реконструкції, що проходила з вересня 2001 по березень 2002 року на стадіоні було встановлено індивідуальні пластикові сидіння та сучасне електронне відео-табло.
У 2012 році завершено реконструкцію адміністративного корпусу стадіону, а влітку замінено пластикові сидіння на всіх трибунах.
У 2015 році проведено реконструкцію легкоатлетичного ядра — вкладено нові сучасні доріжки від швейцарської фірми Коніка, облаштовано сектори для стрибків та метань, поставлено нові футбольні ворота. «Авангард» отримав сертифікат IAAF 2 категорії, що дозволяє арені приймати змагання на рівні чемпіонатів Європи.

## Міжнародні матчі

### Жіноча збірна України
| Дата       | Турнір            | Господарі | Гості | Рахунок | Голи                         |
| ---------- | ----------------- | --------- | ----- | ------- | ---------------------------- |
| 08-06-2003 | Відбір до ЧЄ 2005 | Україна   | Чехія | 1-1     | Апанащенко 34 - Пенічкова 84 |

## Опис
Стадіон «Авангард» являє собою традиційну для України чашу з біговими доріжками[джерело?]. Трибуни низькі та дуже віддалені від поля. Глядачі, що розташуються у нижніх рядах, будуть змушені спостерігати за грою крізь високу решітку. Стадіон знаходиться неподалік залізничного вокзалу.

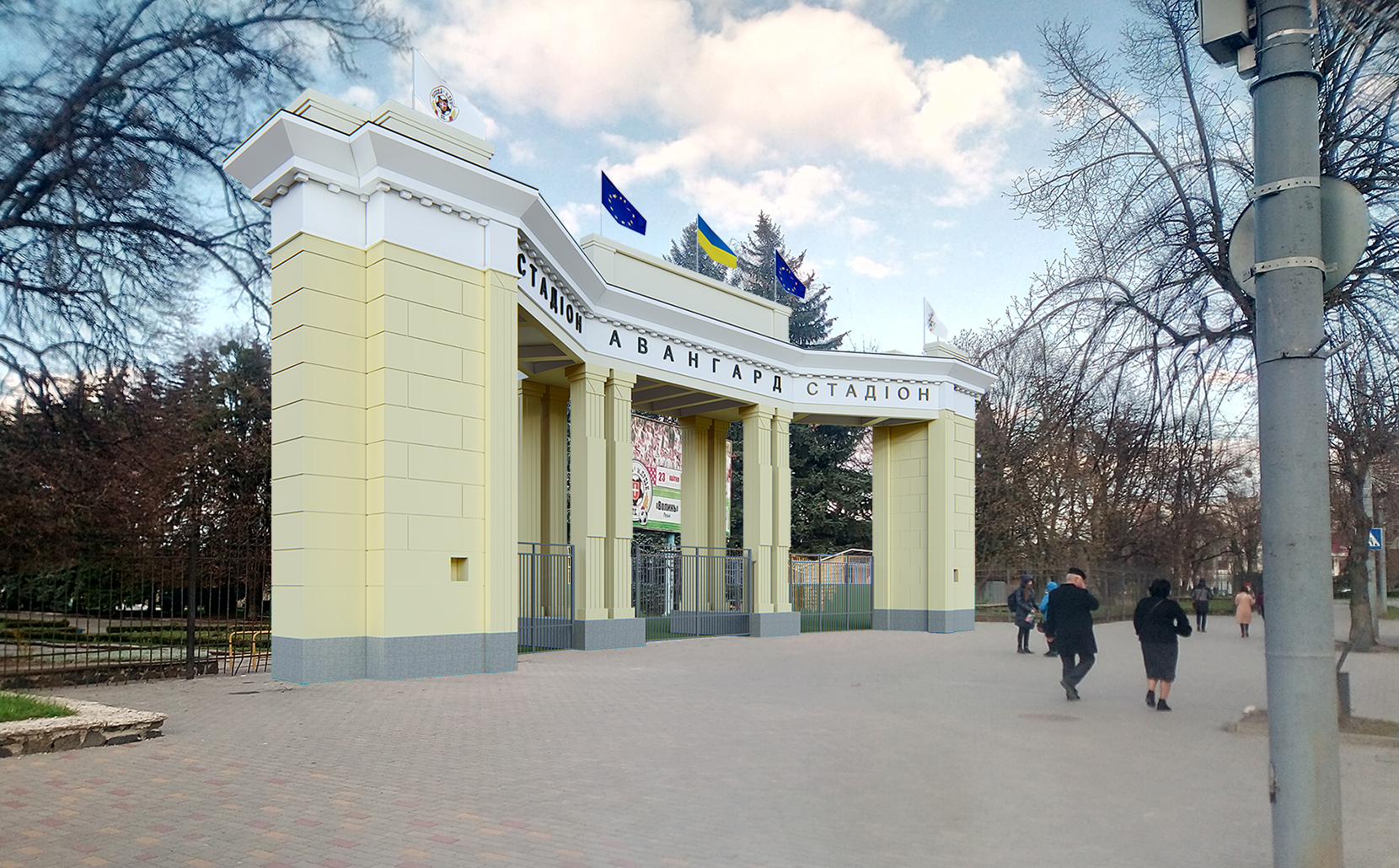
Реконструкція вхідної арки І.Дідуха

## Джерело
- Інформація про стадіон на офіційному сайті ФК «Волинь» [Архівовано 2 квітня 2019 у Wayback Machine.]
- Стадіон «Авангард» [Архівовано 4 серпня 2017 у Wayback Machine.]
- Без другого ярусу та туманні перспективи: луцькому “Авангарду” майже сто років